# 鶯歌永吉公園
鶯歌永吉公園，或稱永吉公園，位於臺灣新北市鶯歌區，由新北市政府公園管理處負責管理與維護。公園位於鶯歌區永吉里與鳳鳴里的交界，是一座生態公園。
園內基本上分為三區，分別為上層區、中層區、以及下層區。
另外永吉公園站預計2023年完工，預計將為此區帶來更便利的交通。

## 照片

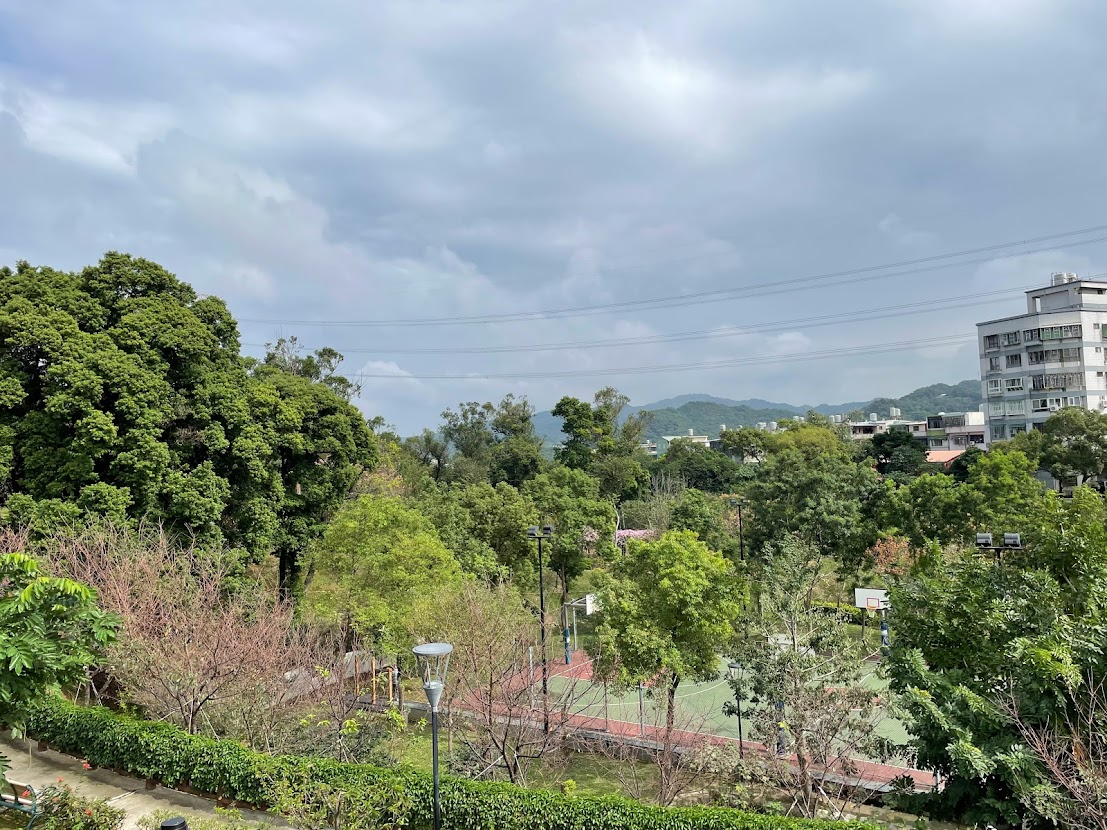
永吉公園內的籃球場
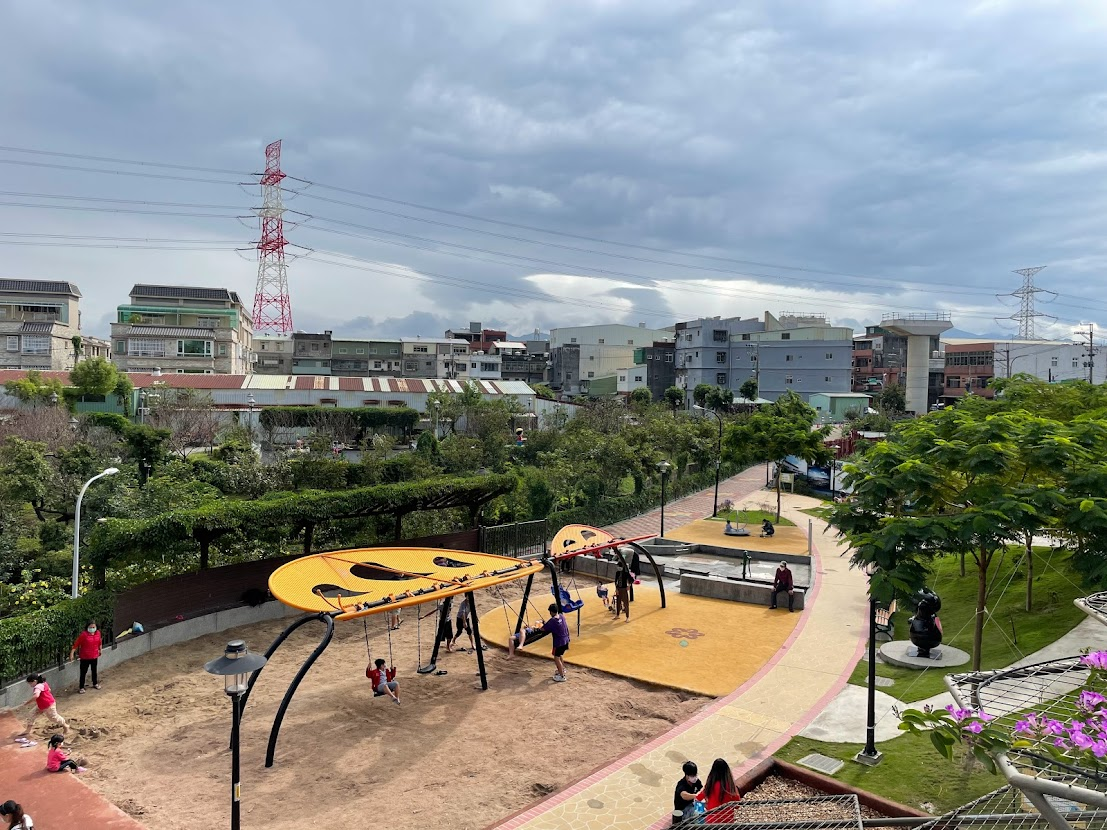
永吉公園內的遊樂場